# لوكا بيديرسولي
لوكا بيديرسولي (بالإيطالية: Luca Pedersoli)‏ مواليد 16 مارس 1971، هو سائق راليات إيطالي بدأ مسيرته في سنة 1998. كان أول رالي له هو رالي مونت كارلو 1998. تنافس في بطولة العالم للراليات.

## روابط خارجية
- لوكا بيديرسولي على موقع DriverDB.com (الإنجليزية)
- لوكا بيديرسولي على موقع eWRC-results.com (الإنجليزية)